# Luciano Burti
Luciano Pucci Burti (São Paulo, Brasil; 5 de marzo de 1975) es un piloto de automovilismo brasileño. Disputó 15 Grandes Premios de Fórmula 1, sin sumar puntos. Desde 2005 corre en el Stock Car Brasil, donde ha obtenido dos victorias y diez podios, así como el quinto puesto de campeonato en 2005 y 2009.
Además, el piloto venció en los 200 km de Buenos Aires de 2005. También se desempeña como comentarista de las transmisiones de la Fórmula 1 de la cadena de televisión brasileña Rede Globo desde fines de 2004.

## Monoplazas
Luego de iniciarse en el karting, Burti disputó la Fórmula Vauxhall Británica, resultando tercero en 1996 y campeón en 1997. El piloto disputó la Fórmula 3 Británica 1998 con el equipo Paul Stewart Racing, donde se ubicó tercero. En 1999 fue subcampeón con cinco victorias y 13 podios. Por su parte, fue piloto de pruebas del equipo Stewart Grand Prix de Fórmula 1.
Sin pasar por la Fórmula 3000, Burti debutó en la F1 en el Gran Premio de Austria de la temporada 2000 con la escudería Jaguar, llegando a meta undécimo.
La temporada siguiente corrió otros 4 Grandes Premios con la escudería británica, para acabar corriendo 10 Grandes Premios con la escudería francesa Prost. Obtuvo dos octavos lugares y dos décimos, por lo que acabó sin puntos. El brasileño se perdió los tres últimos Grandes Premios porque sufrió un choque fortísimo en Bélgica.
Entre 2002 y 2004, Burti se desempeñó como piloto de pruebas de la Scuderia Ferrari de Fórmula 1, aunque no corrió ningún Gran Premio. No obstante, llegó octavo absoluto en las 24 Horas de Spa de 2003 al volante de una Ferrari 360 Modena del equipo JMB.

## Turismos
Burti volvió a Brasil en 2005, y a la edad de 30 años disputó el Stock Car Brasil con un Chevrolet Astra del equipo Action Power. Obtuvo dos terceros lugares y siete top 10, aunque abandonó en las restantes cinco carreras. Por tanto, terminó quinto en el campeonato, por detrás de Giuliano Losacco, Cacá Bueno, Hoover Orsi y Antônio Jorge Neto. Además, venció en los 200 km de Buenos Aires como compañero de butaca de Diego Aventín al volante de un Ford Focus oficial.
En la temporada 2006 del Stock Car Brasil pasó a pilotar un Volkswagen Bora, obteniendo un tercer puesto y un 14º como únicos resultados puntuables. Además, corrió los 200 km de Buenos Aires junto a Norberto Fontana con un Toyota Corolla oficial.
En 2007 obtuvo un segundo lugar, un séptimo y dos novenos en el Stock Car Brasil, quedando así 17º en el campeonato. Su equipo cambió de marca en 2008, pasando a correr con un Peugeot 307. Burti consiguió un segundo lugar, un sexto y cuatro top 10 en el Stock Car 2008, de modo que terminó 12º en la tabla general.
El piloto dejó el equipo Action Power en 2009, y pasó a participar en el Stock Car Brasil con un Chevrolet Vectra del equipo Boettger. Logró su primer triunfo en Tarumã 2009, y obtuvo un segundo puesto, un cuarto y ocho top 10 en doce carreras. Así, alcanzó la quinta colocación final, por detrás de Cacá Bueno, Thiago Camilo, Ricardo Maurício y Allam Khodair.
De vuelta con un Peugeot 307, el piloto tuvo otra temporada irregular en 2010. Consiguió un quinto puesto y tres séptimos, pero abandonó en seis oportunidades. Por tanto, quedó 18º en la tabla general.
En 2011, Burti venció en la fecha de Campo Grande del Stock Car Brasil al volante del nuevo Peugeot 408. También cosechó un cuarto lugar, un quinto y cinco top 5, por lo que terminó en la novena posición de campeonato. En 2012 sumó un segundo lugar, un tercero, un quinto y cinco top 5, quedando así 11º en el campeonato.
Continuando con un Peugeot 408 de Boettger, el piloto obtuvo un sexto lugar, un séptimo y dos octavos en el Stock Car 2013. Por tanto, resultó 12º en el clasificador final.

## Resultados

### Fórmula 1
(Clave) (negrita indica pole position) (cursiva indica vuelta rápida)

| Año     | Escudería        | 1     | 2      | 3       | 4      | 5      | 6      | 7       | 8     | 9      | 10     | 11      | 12      | 13      | 14      | 15  | 16  | 17  | Pos. | Puntos |
| ------- | ---------------- | ----- | ------ | ------- | ------ | ------ | ------ | ------- | ----- | ------ | ------ | ------- | ------- | ------- | ------- | --- | --- | --- | ---- | ------ |
| 2000    | Jaguar Racing    | AUS   | BRA    | SMR     | GBR    | ESP    | EUR    | MON     | CAN   | FRA    | AUT 11 | GER     | HUN     | BEL     | ITA     | USA | JPN | MYS | 23.º | 0      |
| 2001    | Jaguar Racing    | AUS 8 | MYS 10 | BRA Ret | SMR 11 |        |        |         |       |        |        |         |         |         |         |     |     |     | 20.º | 0      |
| 2001    | Prost Grand Prix |       |        |         |        | ESP 11 | AUT 11 | MON Ret | CAN 8 | EUR 12 | FRA 10 | GBR Ret | GER Ret | HUN Ret | BEL DNS | ITA | USA | JPN | 20.º | 0      |
| Fuente: |                  |       |        |         |        |        |        |         |       |        |        |         |         |         |         |     |     |     |      |        |

### Turismo Competición 2000
| Año  | Equipo                | Auto              | 1    | 2   | 3   | 4   | 5   | 6   | 7   | 8   | 9   | 10  | 11  | 12    | 13  | 14  | Res. | Puntos |
| ---- | --------------------- | ----------------- | ---- | --- | --- | --- | --- | --- | --- | --- | --- | --- | --- | ----- | --- | --- | ---- | ------ |
| 2005 |                       |                   | BA I | PAR | VIE | SJU | OLA | AG  | CUR | OBE | RAF | SRA | CON | BA II | SL  | GR  | -    | -      |
| 2005 | Ford YPF              | Ford Focus I      |      |     |     |     |     |     |     |     |     |     |     | 1     |     |     | -    | -      |
| 2006 |                       |                   | BA I | OLA | CR  | VIE | SFE | SJU | SRA | RES | CUR | SMM | GR  | BA II | OBE | PAR | -    | -      |
| 2006 | Toyota Team Argentina | Toyota Corolla IX |      |     |     |     |     |     |     |     |     |     |     | Ret   |     |     | -    | -      |

### Citas
1. ↑  «Luciano BURTI • STATS F1». STATS F1. Consultado el 26 de diciembre de 2020.